# Klippmussmyg
Klippmussmyg (Origma solitaria) är en fågel i familjen taggnäbbar inom ordningen tättingar.

## Utbredning och systematik
Klippmussmygen förekommer på sandstenshällar mellan floderna Hunter och Bega utmed kusten i New South Wales i Australien. Den placerades tidigare som enda art i släktet Origma, men DNA-studier visar att två arter traditionellt placerade i Crateroscelis (bergmussmyg och rostmussmyg) står mycket nära klippmussmygen och gör den sällskap i Origma.

## Status
Arten har ett stort utbredningsområde och beståndet anses vara stabilt. Internationella naturvårdsunionen IUCN listar den därför som livskraftig (LC).